# Randy Fasani
Randy Fasani (Sacramento, 18 settembre 1978) è un ex giocatore di football americano statunitense che ha giocato nel ruolo di quarterback nella National Football League (NFL). Fu scelto nel corso del quinto giro (137º assoluto) del Draft NFL 2002 dai Carolina Panthers. Al college giocò a football alla Stanford University.

## Carriera professionistica
Fasani fu scelto nel corso del quinto giro del Draft 2002 dai Carolina Panthers. Nella sua stagione da rookie disputò quattro partite, di cui una come titolare al posto dell'infortunato Jake Delhomme, completando complessivamente 15 passaggi su 44 per 171 yard e subendo 4 intercetti, oltre a correre per 95 yard. A fine stagione fu svincolato e nel 2003 fece parte dei roster dei New York Jets e dei Buffalo Bills, senza tuttavia mai scendere in campo.

## Vittorie e premi
Nessuno

## Statistiche
| Yard passate  | 171 |
| Touchdown     | 0   |
| Intercetti    | 4   |
| Passer rating | 8,8 |